# Hysni Lepenica
Hysni Lepenica (ur. 10 lutego 1900 w Lepenicë, zm. 14 września 1943 we wsi Grehot) – albański nauczyciel, polityk, działacz ruchu oporu.

## Życiorys
Był synem Alusha. Po ukończeniu szkoły we Wlorze wyjechał do Włoch, gdzie uczył się w szkole San Demetrio Corone, prowadzonej przez Arboreszy. Wspólnie z Avnim Rustemim zakładał organizację patriotyczną Lidhja e djelmoshave. W 1918 powrócił do Albanii i rozpoczął pracę nauczyciela we Wlorze. W 1920 wziął udział w powstaniu antywłoskim mieszkańców Wlory. W uznaniu odwagi na polu bitwy otrzymał stopień oficerski i stanowisko komendanta lokalnej żandarmerii. W 1921 wziął udział w działaniach przeciwko jednostkom Królestwa SHS, w rejonie Dibry. W tym czasie przyłączył się do organizacji patriotycznej Adtheu (Ojczyzna).
W 1923 pełnił funkcję komendanta żandarmerii w Gjirokastrze. Po zabójstwie włoskiego generała Enrico Telliniego z Międzynarodowej Komisji Delimitacyjnej, Lepenica był oskarżany przez prasę grecką o współudział w zabójstwie. W 1924 poparł przewrót organizowany przez Fana Noliego, a po upadku jego rządu w grudniu musiał opuścić kraj. Po amnestii, w 1926 powrócił do Albanii i pracował jako urzędnik państwowy w prefekturach Mati i Himarë. W 1928 należał do grona założycieli grupy komunistycznej we Wlorze. W 1932 został aresztowany pod zarzutem udziału w spisku antypaństwowym i skazany na karę śmierci, zamienioną potem na karę więzienia. W 1938 wyszedł z więzienia na mocy amnestii.
W czasie włoskiej okupacji Albanii współpracował z Midhatem bejem Frashërim tworząc struktury pro-brytyjskiego ruchu oporu (Balli Kombëtar). W 1942 współtworzył pierwszy oddział partyzancki w rejonie Wlory o nazwie Shqiponja (Albania). Wraz ze Skenderem Muco i oddziałem komunistycznym, dowodzonym przez Mehmeta Shehu wziął udział w bitwie w zwycięskiej bitwie z Włochami k. Gjormu (1-3 stycznia 1943), a następnie pod Greshicą (5 lutego 1943). Po konferencji zjednoczeniowej ruchu oporu w Mukje (Mukaj) w sierpniu 1943, Lepenica objął dowództwo nad całością sił Balli Kombëtar w południowej Albanii. We wrześniu 1943, po kapitulacji Włoch wraz ze swoimi ludźmi zajął Gjirokastrę i uwolnił Albańczyków, przetrzymywanych w miejscowym więzieniu. Jego oddział miał uczestniczyć w rozbrajaniu włoskiej dywizji Peruggia. Oddział Lepenicy, liczący ok. 36 osób przybył do Grehotu k. Gjirokastry, gdzie wpadł w zasadzkę. Włoscy żołnierze otworzyli ogień w stronę Albańczyków, zabijając Lepenicę i jego ludzi.
W 2014 prezydent Bujar Nishani uhonorował Lepenicę orderem Nderi i kombit (Honor Narodu).